# 칠산대교
칠산대교(七山大橋)는 전라남도 무안군 해제면과 영광군 염산면을 잇는 다리이다.
총 사업비 1,528억원이 투입되어 2012년 9월에 착공했다. 교량 명칭은 이 다리가 건너는 바다를 '칠산바다'라고 칭하고 있어 칠산대교로 하기로 결정했다. 2019년 12월 18일에 개통하였다.

## 연혁
- 2012년 9월 : 착공
- 2016년 7월 8일 : 상판 붕괴사고 발생[2]
- 2016년 12월 12일 : 명칭을 칠산대교로 결정[3]
- 2019년 12월 18일 : 영광 ~ 해제간 도로와 함께 개통[4]